# بشیر احمد سعادت
بشیر احمد سعادت (انگلیسی: Bashir Ahmad Saadat؛ زادهٔ ۲۷ دسامبر ۱۹۸۱) یک بازیکن فوتبال اهل افغانستان است.
از باشگاه‌هایی که در آن بازی کرده‌است می‌توان به باشگاه ورزشی میوند اشاره کرد.
وی همچنین در تیم ملی فوتبال افغانستان بازی کرده‌است.